# Niklas Strohmayer-Dangl
Niklas Strohmayer-Dangl (* 26. März 2002 in Wien) ist ein österreichischer Sprinter und Hürdenläufer, der sich auf die 400-Meter-Distanz spezialisiert hat. Vor seiner Karriere als Leichtathlet war er Fußballspieler und schaffte es bis in die vierthöchste Spielklasse.

## Sportliche Laufbahn
Erste internationale Erfahrungen sammelte Niklas Strohmayer-Dangl im Jahr 2021, als er bei den U20-Balkan-Hallenmeisterschaften in Sofia in 50,26 s die Bronzemedaille im 400-Meter-Lauf gewann und sich auch mit der österreichischen 4-mal-400-Meter-Staffel in 3:29,83 min Bronze sicherte. Im Juli startete er über 400 m bei den U20-Europameisterschaften in Tallinn und schied dort mit 54,73 s in der ersten Runde im 400-Meter-Hürdenlauf aus. 2022 siegte er in 50,72 s bei den Balkan-Meisterschaften in Craiova und startete im August bei den Europameisterschaften in München, bei denen er mit 51,21 s in der ersten Runde ausschied. Im Jahr darauf wurde er bei der 3. Liga der Team-Europameisterschaft im Rahmen der Europaspiele in Chorzów in 46,64 s Zweiter über 400 Meter, ehe er bei den Balkan-Meisterschaften in Kraljevo in 52,69 s den achten Platz über 400 m Hürden belegte. 2024 gelangte er bei den Balkan-Meisterschaften in Izmir mit 51,64 s auf Rang sechs. Im Jahr darauf wurde er bei der 2. Liga der Team-Europameisterschaft in Maribor in 50,75 s Dritter hinter dem Slowaken Patrik Dömötör und Mimoun Abdoul Wahab aus Belgien und gelangte mit der Mixed-Staffel mit 3:20,62 min auf den fünften Platz im A-Lauf. Anschließend belegte er bei den World University Games in Bochum in 51,96 s den achten Platz im Hürdenlauf und siegte kurz darauf in 49,87 s bei den Balkan-Meisterschaften in Volos.
2022 wurde Strohmayer-Dangl österreichischer Hallenmeister im 400-Meter-Lauf. Bei den Hallenstaatsmeisterschaften 2023 siegte er über 200-, 400- und 800 Meter. Dieses Triplegold ist bis dahin in 112 Jahren Österreichischen Titelkämpfen einmalig. 2024 wurde er Hallenmeister über 200 und 400 Meter. 2025 wurde er Hallenmeister über 200 Meter und siegte im Freien über 400 m Hürden.

## Persönliche Bestleistungen
- 200 Meter: 21,53 s (+0,9 m/s), 17. August 2024 in Andorf
  - 200 Meter (Halle): 21,69 s, 22. Februar 2025 in Linz
- 400 Meter: 46,35 s, 3. August 2024 in Graz
  - 400 Meter (Halle): 47,68 s, 8. Februar 2025 in Magglingen
  - 800 Meter (Halle): 1:52,85 min, 18. Februar 2023 in Linz
- 300 m Hürden: 35,52 s, 14. Mai 2025 in Wien
- 400 m Hürden: 49,74 s, 22. Juli 2025 in Bochum

## Karriere als Fußballspieler
Strohmayer-Dangl begann seine Karriere beim ASV Neufeld. Zur Saison 2015/16 wechselte er in die Jugend des UFC St. Georgen/Eisenstadt. Bei St. Georgen spielte er ab der Saison 2017/18 dann auch für die Kampfmannschaft in der 1. Klasse. Zur Saison 2018/19 schloss er sich dem viertklassigen SV Wimpassing an, für den er 19 Mal in der Burgenlandliga spielte, ehe er mit dem Team abstieg. Zur Saison 2019/20 wechselte er daraufhin zum viertklassigen SC Ritzing. Für Ritzing absolvierte er sechs Partien, ehe er nach der Saison 2019/20 seine Karriere beendete und in den Leichtathletikbereich wechselte.